# Solifluktionsstufe

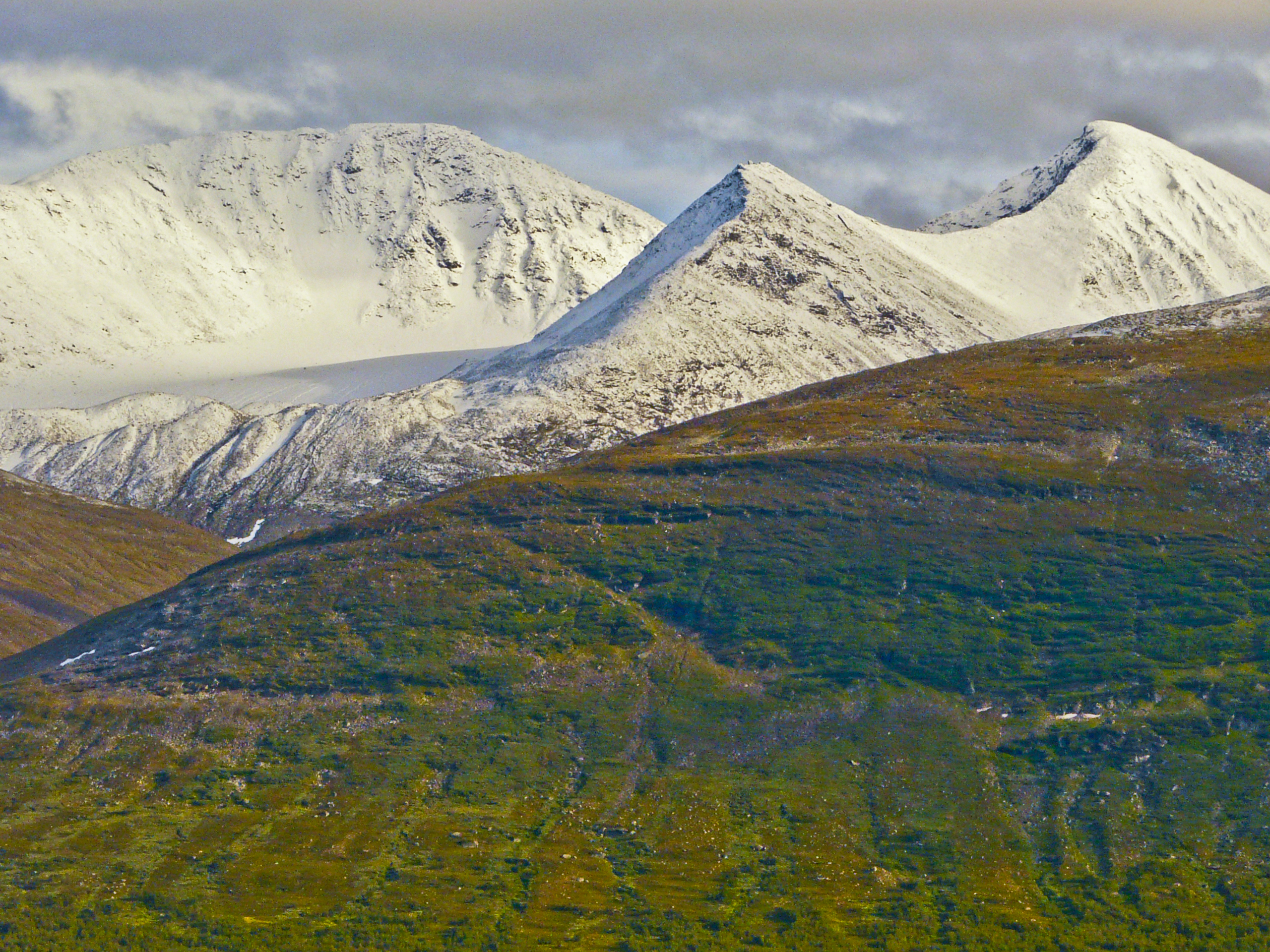
Akkamassiv in Schwedisch-Lappland: Gut zu erkennen sind die Bodenstrukturen am Berghang, die durch Solifluktion entstanden sind

Die Solifluktionsstufe (anhörenⓘ) oder periglaziale Höhenstufe bezeichnet in Hochgebirgen eine über mehrere 100 Höhenmeter reichende geomorphologische Höhenstufe unterhalb der Schneegrenze, die im Sommer schneefrei ist und in der aus klimatischen Gründen die Vorgänge der frostbedingten Verwitterung und Bodenabtragung vorherrschen oder formbestimmend sind.
Auf die ökologischen Vegetationsstufen übertragen umfasst die Solifluktionsstufe zum Teil Bereiche der subalpinen Höhen, die gesamte alpine und subnivale Höhenstufe. Sie legt demnach zwischen den tieferen kollin-montanen Vegetationsstufen – in denen vor allem chemische sowie fluviale (durch fließendes Wasser verursachte) Formgebungsprozesse vorherrschen – und der Frostschutt- sowie Gletscherstufe – bei denen die Glazialmorphologie prägend sind.
Eine periglaziale Stufe tritt in allen Hochgebirgen zwischen der Subarktis und den inneren Tropen auf, mit Ausnahme der Hochgebirge der Trockengürtel der Erde.
Kennzeichen sind periglaziales Klima und das langsame „Fließen“ aufgetauter Böden (Solifluktion). In Landschaften, die ehemals durch das periglaziale Klima im Quartär geprägt wurden, können sich geologische Überbleibsel erhalten haben, die wie die Blockmeere und Blockströme auch in den heutigen Mittelgebirgen gefunden werden.

## Kennzeichen

### Geomorphologie
Die Solifluktionsstufe setzt unterhalb der Schneegrenze an und ist durch frostbedingte Verwitterung, Permafrost und Solifluktion geprägt mit den daraus resultierenden Schutt- und Blockhalden. Sie ist im Sommer zumeist schneefrei (Firn- und Schneefelder können aber mitunter je nach Exposition und Kleinrelief auch ganzjährig vorkommen). Die geomorphologischen Hauptprozesse sind Frostverwitterung und Bodenfließen durch Wiederauftauen und Frieren wassergesättigter Bodensubstrate. Diese werden als Solifluktion bezeichnet, die als ungebundene Solifluktion in unbewachsenem Frostschutt und als gebundene Solifluktion in vegetationsbewachsenen Substraten bezeichnet wird. Dabei ist die ungebundene Solifluktion insbesondere in Gebirgen mit Sedimentgesteinen ein auffälliges Landschaftselement, da Kalksteine und insbesondere Dolomit in vergleichbaren Standorten zu Silikatgebirgen durch den Schuttcharakter des Untergrundes geprägt sind.
Kennzeichen sind lang dauernde Schneebedeckung, merklicher Schmelzwassereinfluss und neben der langanhaltenden Wassersättigung der Böden Kryoturbation und Solifluktion. Die Prozesse der Bodenbildung werden durch Wasser oder Wind, Solifluktion, Schuttrutschungen und Felsstürze fortlaufend gestört. Die Bodenentwicklung geht daher zumindest in stark reliefierten Kalkgebirgen meist nicht über die Vorstadien reifer Böden hinaus.